# Villa du Sahel
La villa du Sahel est une voie située dans le quartier du Bel-Air du 12e arrondissement de Paris. 

## Situation et accès
Cette voie privée, qui n'est pas accessible au public, débute 45 bis, rue du Sahel et se termine en impasse.
La villa du Sahel est desservie à quelque distance par la ligne 6 du métro à la station Bel-Air.

## Origine du nom
Elle porte ce nom en raison de la proximité de la rue du Sahel porte le nom du Sahel algérois, une région montagneuse du littoral algérien.

## Historique
Initialement dénommée « villa Chaté », elle est renommée villa du Sahel.

## Bâtiments remarquables et lieux de mémoire
- La villa débouche sur la Promenade plantée.